# Neytiri
Neytiri is een personage uit de Avatar-filmserie van James Cameron. Ze is de Na'vi-prinses van de Omaticaya-clan. Zij is de tweede dochter van Eytukan en Mo'at.

## Verschijningen
Neytiri ontmoet Jake Sully in een bos op Pandora en komt hem te hulp als hij wordt aangevallen door een roedel adderwolven. Ze wordt dan Jake's leraar in de weg van de Na'vis en helpt hem de kennis te verwerven waarmee hij door de Omaticaya-clan kan worden herkend als een van hun leden. Ze worden geleidelijk verliefd en bevestigen hun verbintenis onder de Tree of Voices. Neytiri vecht samen met Jake in de aanval op Tree-House en redt hem in zijn gevecht op leven en dood met kolonel Miles Quaritch.
Ze wordt de toekomstige Tsahìk van de clan, met Jake als Olo'eyktan. Met Jake als vader wordt ze de moeder van drie biologische kinderen: Neteyam, Lo'ak en Tuktirey, evenals de adoptiemoeder van Miles Socorro en Kiri. Later moeten Neytiri, Jake en hun familie hun Omaticaya-clan ontvluchten en toevlucht zoeken bij de Metkayina-clan.
Het personage wordt gespeeld door Zoe Saldaña in de films Avatar en Avatar: The Way of Water.

## Merchandise
Mattel maakte een actiefiguur van Neytiri als onderdeel van een reeks Avatar-actiefiguren die voor de eerste film werden geproduceerd. Ze was ook opgenomen in een reeks Avatar-speelgoed dat werd geproduceerd voor McDonald's Happy Meals.